# La hija del rey del país de los elfos
La hija del rey del país de los elfos (título original: The King of Elfland's Daughter) es un cuento fantástico escrito en 1924 por Lord Dunsany. Está considerada como una de las primeras novelas de fantasía. Su reedición por Ballantine Books en la colección Ballantine Adult Fantasy en junio de 1969 aumentó su popularidad. Volvió a ser publicada en la prestigiosa colección Fantasy Masterworks en 2001.
La hija del rey del país de los elfos contiene a la vez elementos de los cuento de hadas y de la fantasía épica.

## Sinopsis
Los miembros del parlamento del Valle de los Aulnes anhelan ser gobernados por un soberano que posea poderes mágicos. El rey del valle envía a su hijo Alveric a buscar a la hija del rey de los elfos para que se despose con él. Alveric cumple su misión, pero ignora que el tiempo fluye de manera distinta en el reino de los elfos. Él cree haber pasado muy poco tiempo entre los elfos, pero al regresar constata que han pasado diez años.
Su padre ya está muerto, por lo que Alveric debe sucederle como rey, convirtiéndose la princesa Lizarel en reina. La pareja real tiene pronto un hijo al que bautizan Orion. Pero la reina elfa se adapta mal al mundo de los hombres y, una noche, abre un portal mágico para volver al país de los Elfos. Alveric, desesperado, intenta seguir a su esposa, pero un potente sortilegio lanzado por el rey de los elfos le impide volver a entrar en el reino mágico.

## Personajes

### Personajes principales
- Alveric: príncipe del Valle de los Aulnes. Es enviado por su padre para que se case con una princesa elfa.
- Lirazel: hija del rey de los elfos. Nunca ha estado en el mundo de los hombres.
- Orion: hijo de Alveric y Lirazel. Cuando crece se convierte en un gran cazador.

### Personajes secundarios
- Hermano: fraile del Valle de los Aulnes. Está en contra de toda clase de magia.
- Gazic: comerciante de ganado. Es miembro del parlamento de los Aulnes.
- Guhic: granjero del valle. Es miembro del parlamento de los Aulnes.
- Lurulu: troll. Es el heraldo del rey de los elfos.
- Narl: herrero del valle. Es el portavoz del parlamento de los Aulnes.
- Nehic: conductor de caballos. Es miembro del parlamento de los Aulnes.
- Niv: chico un poco simple. Es un de los compañeros de Alveric en su búsqueda.
- Oth: cazador. Es miembro del parlamento de los Aulnes.
- Rannok: enamorado de Vyria. Es uno de los compañeros de Alveric en su búsqueda.
- Rey de los elfos: padre de Lirazel. Es el soberano del país encantado.
- Rey del Valle de los Aulnes: padre de Alveric.
- Threl: trabaja en los bosques. Es miembro del parlamento de los Aulnes.
- Thyl: joven trovador. Es uno de los compañeros de Alveric en su búsqueda.
- Vard: joven pastor. Es uno de los compañeros de Alveric en su búsqueda.
- Vlel: maestro labrador. Es miembro del parlamento de los Aulnes.
- Vyria: joven del valle. Ha rechazado a Rannok.
- Zend: alucinado que habla con la Luna. Es uno de los compañeros de Alveric en su búsqueda.
- Ziroonderel: bruja del valle. Ayuda a Alveric en su búsqueda.

## Recepción

### Crítica
En un artículo de 1999 del The Magazine of Fantasy & Science Fiction, el crítico Charles de Lint elogió la novela, diciendo de ella que "no es simplemente la belleza del lenguaje, es lo bien trazados que están los personajes, la pizca de humor, incluso el encanto de la leyenda y de lo maravilloso, es una combinación única de Dunsany de todo lo que precede. Incluso hoy, después de todas las novelas de fantasía que he leído, encuentro que su trabajo está aun fresco y exuberante".

### Análisis
H. P. Lovecraft retomaría en sus obras cuatro nombres de personajes de la novela de Edward Dunsany.

## Adaptación
En 1977, los músicos Bob Johnson y Pete Knight escribieron y editaron el álbum-conceptual The King of Elfland's Daughter que está inspirado libremente en el libro. La portada del álbum está ilustrado por Jimmy Cauty. Frankie Miller interpreta a Alveric, Mary Hopkin es Lirazel, PP Arnold es Ziroonderel y Alexis Korner es Lurulu. Christopher Lee hace de narrador y de rey de los elfos.

### Lista de canciones
Cara 1
1. The Request (3,23)
2. Lirazel (4,11)
3. Witch (3,35)
4. Alveric's Journey Through Elfland (4,57)

Cara 2
1. The Rune of the Elf King (3,59)
2. The Coming of the Troll (1,53)
3. Just Another Day of Searching (5,09)
4. Too Much Magic (3,58)
5. Beyond the Fields We Know (4,29)